# فرودگاه فرکسدوگو
فرودگاه فرکسدوگو (به انگلیسی: Ferkessédougou Airport) یک فرودگاه با کد یاتا FEK است . این فرودگاه در کشور ساحل عاج قرار دارد .